# تاریخ سوئد (۱۶۱۱-۱۶۴۸)
در سده ۱۷ با آنکه جمعیت سوئد تنها کمی بیش از ۱ میلیون نفر بود، پس از پیروزی در جنگ در برابر اتحاد دانمارک - نروژ، امپراتوری مقدس روم، روسیه، و کشورهای همسود لهستان - لیتوانی نفوذ خارجی بیشتری یافت. نقش سوئد در طول جنگ سی ساله به فرماندهی گوستاو آدولف به موازنهٔ سیاسی و همچنین مذهبی قدرت در اروپا کمک کرد.

## کارل نهم
در تاریخ ۶ مارس ۱۶۰۴، هنگامیکه دوک جان، پسر جان سوم و برادر زیگیسموند سوم، به‌طور رسمی از حق موروثی اش نسبت به تاج و تخت چشم پوشید، کارل نهم خود را شاه اعلام کرد. همان سال در پارلمان ایالتها با بر کنار کردن جانشینان کاتولیک تاج و تخت و منع آن‌ها از داشتن مقام یا پستی در سوئد، این کشور برای همیشه به پروتستانیزم گروید. از آن پس هر کاتولیک رومی، از املاکش محروم و از قلمرو تبعید می‌شد. در زمان پادشاهی کارل نهم نه تنها بیشتر سوئدی‌ها پروتستان شدند، بلکه این کشور یک پادشاهی نظامی شد. این دگرگونی برای صد و بیست سال آب و رنگی نظامی به کل سیاست سوئد داد. پس از فرمان پارلمان لینشوپینگ بنا به پیشنهاد فوری کارل برای ایجاد یک ارتش منظم، هر استانی از آن پس به فراهم کردن و نگهداری تعداد ثابتی نیروی ارتشی، شامل پیاده و سواره برای خدمت به دولت ملزم می‌شد. در آن زمان نخستین دشمن، لهستان بود که به طور خاندانی و همچنین از دیدگاه جغرافیایی به سوئد پیوستگی داشت.
کشمکش در پیشی گرفتن برای در اختیار درآوردن استانهای بالتیک شمالی آغاز شد. استونی توسط سوئدیها در سال ۱۶۰۰ بازپس گرفته شد، اما تلاش‌های فراوان آن‌ها در سال‌های ۱۶۰۱- ۱۶۰۹ برای به دست آوردن جای پایی در لیوونی، به دلیل توانایی نظامی فرمانده دشمن، یان کارول شودکیویچ به جایی نرسید. در سال ۱۶۰۸ جنگ به خاک روسیه منتقل شد. در آغاز آن سال کارل و واسیلی چهارم تزار روسیه در برابر دشمن مشترک خود، پادشاه لهستان پیمان اتحاد بسته بودند، اما زمانی که در سال ۱۶۱۰، واسیلی از قدرت سرنگون شد و به نظر رسید که تمام فرمانروایی تزاری در آستانه فروپاشی است، سیاست سوئد در قبال روسیه تغییر کرد.
تا پیش از آن کارل از قدرت‌های کوچک اسلاو در برابر قوی ترها پشتیبانی می‌کرد، اما اکنون که به نظر می‌رسید روسیه از میان ملت‌های اروپا ناپدید می‌شود، دولتمردان سوئدی در پی آن بودند تا پیش از آنکه لهستان همه چیز را از آن خود کند، بخشی از هزینه‌های جنگ را جبران کنند. جنگ با محاصره و گرفتن ناحیه کِکسهولم در روسیه - فنلاند در ۲ مارس ۱۶۱۱ آغاز گردید. در تاریخ ۱۶ ژوئیه، نووگورود اشغال گردید و با حاکم این شهر ثروتمند پیمانی بسته شد که به موجب آن فیلیپ دوم پسر کارل نهم به عنوان تزار به رسمیت شناخته شد. در این هنگام، از مسکو کمک به نووگورود رسید. اما درست هنگامیکه همه چیز بستگی به تمرکز نیروها داشت، غرور نابجای کارل نسبت به عنوان "پادشاه لاپس نوردلند" که مردم آن در واقع به پادشاهی دانمارک تعلق داشتند، او را درگیر جنگ دیگری با دانمارک کرد. جنگ در تاریخ اسکاندیناوی به جنگ کالمار شناخته شده چون دژ سوئدی کالمار صحنه اصلی نبرد بود. اینگونه نیروهای سوئدی از هدف واقعی خود منحرف شده و به میدان جنگ دیگری منتقل شدند که حتا اگر در آن پیروز هم می‌شدند بی‌فایده بود. اما چیزی که کارل نهم سوئد از این سرمایه‌گذاری بی پروا بدست آورد فاجعه بود، نه پیروزی.
از آن بدتر، جنگ کالمار توسط پسر کارل، گوستاو آدولف، در سال دوم سلطنتش در ۲۰ ژانویه ۱۶۱۳ به پیمان کنارید (Knäred) انجامید؛ این پیمان تعهدات مالی دشوار و رنج شدیدی بر سوئد تحمیل کرد و آتش کینه نهفته‌ای را که بین این دو کشور خواهر اسکاندیناوی از روزگار خونین کریستین ستمگر (کریستین دوم شاه دانمارک) بجا مانده بود، برافروخت که برای دو سده پس از آن شعله ور ماند.

## جنگ اینگری
جستار اصلی: جنگ اینگری 
مشکل روسیه برای سوئد آسان تر بود و با سربلندی برطرف شد. وقتی نووگورود از سوئد درخواست قیمومیت موقت کرد، دولتمردان سوئدی به ایجاد یک قلمرو فرا بالتیک باور داشتند، که گسترش آن در شمال به آرخانگلسک و در شرق به وولوگدا می‌رسید. وحدت مردم روسیه به دور تاج و تخت تزار جدید، میخاییل رومانوف، یک بار و برای همیشه این رویای بلند پروازانه را از بین برد. در آغاز سال ۱۶۱۶، گوستاووس متقاعد شده بود که جداسازی روسیه متحد ممکن نیست، در حالیکه روسیه نیز دریافت که نیازمند خرید سوئدی‌های شکست ناپذیر با واگذاری برخی از قلمرو خود به آنهاست. با پیمان استولبوو در تاریخ ۲۷ فوریه ۱۶۱۷ تزار ناحیهٔ کِکهولم و اینگری و نیز دژ نوته بورگ (اشلوسیربورگ) را که کلید فنلاند بود به پادشاه سوئد واگذار کرد. علاوه بر این روسیه از ادعای مالکیت بر استونی و لیوونی چشم پوشی کرد، و ۲۰۰۰۰ روبل غرامت جنگی پرداخت کرد. در ازای این امتیازات، گوستاووس نووگورود را پس داد و میخاییل رومانوف را به عنوان تزار روسیه به رسمیت شناخت.
در همان دوره که امپراتوری سوئد در خارج از کشور گسترده می‌شد، در درون نیز حاکمیت قانون اساسی سوئد به آرامی گسترش می‌یافت. این بار نیز مانند همه موردهای دیگر، خود گوستاو آدولف سر رشته کارها را بدست گرفت. ریکسراد (Riksråd) ظاهراً هنوز هم قدرت غالب در حکومت بود، اما کم‌کم تمام قدرت واقعی به پادشاه منتقل شده بود. شورای رایزنان شاهی به سرعت نقش دیرینهٔ خود را به عنوان شورایی بزرگ در نمایندگی اشراف نیمه فئودالی از دست داده و در سطح یک دستگاه اداری و مکانی برای رئیس دفتر دولت و دلخوشی پادشاه، پایین آمده بود. نقش پارلمان نیز در همان زمان تغییر کرد. در حالیکه در هر کشور دیگر اروپایی به جز کشورهای همسود لهستان - لیتوانی و انگلستان، نمایندگی رسته‌های اجتماعی به روال گذشته ناپدید می‌شد، در سوئد گوستاو آدولف آن را به بخشی جدایی ناپذیر از قانون اساسی سوئد تبدیل کرد. پارلمان ایالتها در سال ۱۶۱۷ از گردهمایی آشفته نمایندگان که مانند آدمهایی بی‌نزاکت مست دور هم جمع می‌شدند، به یک مجلس ملی با وقار، با همایش‌های سنجیده و قانونمند تبدیل شد. شاه بطور منظم یکی از اشراف (در پارلمان از سال ۱۵۲۶) را برمی گزید تا سخنگوی مجلس اعیان باشد، در همان حال یک نفر کار سخنگویی یا ریاست سه رسته اجتماعی پایین‌تر یعنی روحانیان، شهرنشینان و روستاییان را انجام می‌داد. در نهایت، هر یک از سه رسته سخنگوی خود را برمی گزیدند. در آغاز هر نشست، شاه به رسته‌ها "پیشنهادهای شاهانه" را اعلام می‌کرد که پس از آن هر یک از رسته‌ها این پیشنهادها را جداگانه بررسی می‌کردند. پاسخ‌های رسته‌ها در نشست بعدی در کنگره به شاه تحویل داده می‌شد. هرگاه رسته‌ها میان خود اختلاف داشتند پادشاه هر ایده‌ای را که به نظرش بهتر می‌رسید بر می‌گزید. حقوق پارلمان ایالتها توسط همه پادشاهان سوئد تضمین شده بود، این حقوق تضمین همکاری رسته‌های اجتماعی در کار قانونگزاری و مشاوره با آن‌ها در همه مسائل مربوط به سیاست خارجی را شامل می‌شد. پادشاه پیشقدم می‌شد اما رسته‌ها حق اعتراض به اقدامات دولت را در پایان هر نشست داشتند. همچنین در دوران فرمانروایی گوستاووس است که برای اولین بار از "Hemliga Utskottet" یا "کمیته سری" کارهای فوق‌العاده، نام برده می‌شود. این کمیته توسط خود رسته‌ها گزینش می‌شد. از یازده پارلمان ایالتهای برقرار شده توسط گوستاو آدولف، تقریباً دغدغه همهٔ آن‌ها این بود تا راهی برای کاهش فشار روزافزون جنگهای لهستان و آلمان پیدا کنند. و برای سربلندی مردم سوئد باید گفت که از اول تا آخر، آن‌ها غیرتی مذهبی و میهن پرستانه از خود نشان دادند و از هیچ فداکاریی فروگزاری نکردند. گوستاووس موفقیت خود را به عنوان بنیانگذار یک امپراتوری به همان اندازه مرهون این از خودگذشتگی ملی است که تواناییهای فردی خودش.

## جنگ لهستان و نبرد اشترالزوند
جنگ با دانمارک و روسیه تقریباً جنگی منطقه‌ای در اسکاندیناوی بود، اما جنگ لهستان اهمیتی جهانی داشت. پس در وهله اول، جنگ تنها برای کرانهٔ بالتیک بود و نبرد زمانی شدت گرفت که روشن شد واساهای لهستان حق گوستاووس به تاج و تخت سوئد را نمی‌پذیرند. از دید پادشاه سوئد، جنگ لهستان جنگی دینی نیز به‌شمار می‌آمد. گوستاو پادشاهی‌های اسکاندیناوی را به دیدهٔ دو ستون اصلی که دین انجیلی بر آن‌ها استوار است می‌نگریست. او استدلال می‌کرد که تفرقه آن‌ها دری در شمال لیگ کاتولیک باز کرده که برای دانمارک و سوئد ویرانی به ارمغان خواهد آورد. از این رو در سال ۱۶۲۸ با دانمارک در دفاع از اشترالزوند هم پیمان شد. در همه اینها ناخودآگاهانه اغراق شده بود. در واقع کشورهای همسود لهستان - لیتوانی هیچ خطری برای پروتستانیزم نبود. اصرار سیگیموند بر حق خود به تاج و تخت سوئد مانع از پایان جنگی بود که پارلمان لهستان از آن بسیار بیزار بود. به جز دربار نیمه ناتوان لهستان، هیچ یک از مقام‌های لهستانی خواب کشور گشایی درسوئد را نمی‌دید. در واقع در دوران پس از پادشاهی ولادیسلاوس چهارم لهستان (۱۶۳۲-۱۶۴۸)، لهستانی‌ها از دخالت پادشاهی جنگجو در جنگ سی ساله به سود کاتولیکها جلوگیری کردند. گوستاو که پندارهایش زیر تأثیر شور و هیجان مذهبی بود، نفوذ روحانیون در لهستان را خیلی بزرگنمایی می‌کرد و هرگاه جایی مشکلی وجود داشت غالباً بوی خطر به مشامش می‌رسید.
جنگ توان فرسا و گزاف لهستان به مدت هشت سال (۱۶۲۱-۱۶۲۹) به درازا انجامید. لیوونی سوئد در آغاز سال ۱۶۲۶ گرفته شد، و صحنهٔ جنگ به استانهای پروسی لهستان منتقل شد. ، دلتای حاصلخیز و به سادگی قابل دفاع ویستولا اشغال شد؛ گوستاو آن را یک پیروزی دائم پنداشت و صدراعظم خود اکسل اوکسنستیرنا را به سمت نخستین فرماندار کل گمارد. اما این آخر پیشروی سوئد بود. همهٔ تلاشهای بیشتر گوستاو با استراتژی برتر فرمانده استانیسلا کنیکپولسنی راه به جایی نبرد و در ماه ژوئن سال ۱۶۲۹، پادشاه در کمال خشنودی پیمان سودآور آلتمارک را پذیرفت. با این آتش‌بس سوئد به مدت شش سال بخش‌های گرفته شده از لیوونی به اضافهٔ البلنگ، دلتای ویستولا، برانیوو، بالتییسک و کلایپدا در پروس را در اختیار داشته و مالیاتهای بالتییسک، کلایپدا، گدانسک، پولسک و ونسپیلس را نیز دریافت می‌کرد. از این عوارض گوستاو تنها در سال ۱۶۲۹، ۵۰۰۰۰۰ ریکسدالر بدست آورد، مبلغی برابر با کل یارانه‌های فوق‌العاده‌ای که پارلمان به او داده بود.
برای این جنگ بود که ناو جنگی سوئدی واسا ساخته شد و درست بیرون استکهلم غرق گردید. کشتی بد طراحی شده بود و پس از برخورد با بادی قوی تراز نسیم، واژگون شد. با توجه به شوری کم آب دریای بالتیک، به کشتی خرابی کمی توسط کرمهای کشتی (shipworm) وارد شد و کشتی در شرایط بسیار خوب و شگفت انگیزی در سال ۱۹۶۱ کشف شد.

## جنگ سی ساله
جستار اصلی: جنگ سی ساله 

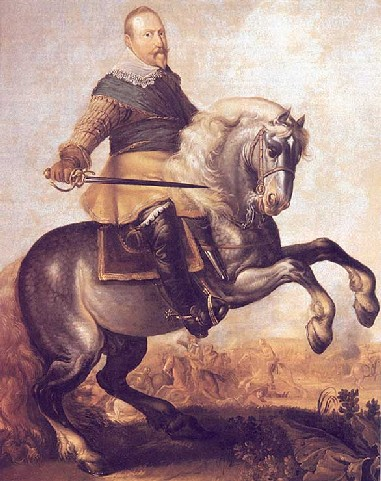
گوستاو آدولف, پیروز در نبرد برتنفیلد،۱۶۳۱

از آنجاییکه سوئد برای مدتی کنترل مسیرهای اصلی داد و ستد در دریای بالتیک را در محدودهٔ امپراتوری در دست گرفت که افزایش درآمد ناشی از این جایگاه برتر، کمک مالی بزرگی در سال‌های آغازین جنگ در آلمان نمود، جاییکه گوستاو نیروهایش را در ژوئن سال ۱۶۳۰ گسیل کرد. بعدها گوستاو با توجه به مهارت‌هایش به عنوان فرمانده‌ای که به سود پروتستانها در جنگ داخلی آلمان مداخله کرد، "شیر شمال" خوانده شد. او با استفاده از تکنیک‌های‌های نظامی جدید مانند توپخانه سبک تر و پر تحرک و نیز شوک با سواره نظام، موفق به کسب یک پیروزی شگرفی در نبرد بریتنفیلد در سال ۱۶۳۱ شد. در نبرد لوتزن در تاریخ ۶ نوامبر ۱۶۳۲، گوستاو کشته شد و سوئد شهریار جنگجوی خود را از دست داد. نبرد بدون پیروزی هیچ یک از دو طرف به پایان رسید اما دو سال بعد وضع در نبرد نوردلینگن دیگرگونه شد، که در آن نیروهای شاهنشاهی موفق به کسب پیروزی قانع‌کننده‌ای شدند. به منظور جلوگیری از پیروزی هابسبورگس‌ها در جنگ، فرانسه که پیش از آن به سوئد بنا به پیمان باروالد در۱۶۳۱یارانه داده بود، به سود پروتستانها وارد شد. جنگ سال‌ها به درازا کشید تا اینکه در سال ۱۶۴۸ با پیمان وستفالیا به پایان رسید.